# Hadrostethus ruficrus
Hadrostethus ruficrus är en stekelart som beskrevs av Dali Chandra och Gupta 1977. Hadrostethus ruficrus ingår i släktet Hadrostethus och familjen brokparasitsteklar. Inga underarter finns listade i Catalogue of Life.